# Martha Belinfante-Dekker
Martha Belinfante - Dekker (Amsterdam, 12 augustus 1900 – aldaar, 4 december 1989) was een Nederlands componiste en schrijfster.

## Achtergrond
Martha Susanna Betje Dekker werd geboren binnen het gezin van handelsreiziger Joël Dekker en Betje Turksma. Ze is de zuster van schrijver Maurits Dekker. Zelf trouwde ze in 1923 met Daniël Belinfante. Ze was benoemd tot ridder in de Orde van Oranje-Nassau, benoemd tot "Honorary lieutenant of the Allied Resistance Force" onderscheiden door generaal Dwight D. Eisenhower, draagster van het verzetsherdenkingskruis. Ze ontving ook het Laureaat van de Arbeid, 1ste klas. 

## Leven
Ze kreeg haar eerste zanglessen van Hendrika van Tussenbroek. Het zag er echter niet naar uit dat ze zich geheel aan de muziek kon wijden. Ze werd opgeleid tot onderwijzeres. Toch kwam haar loopbaan van de grond door achtereenvolgend de docenten Jua Santhagens-Waller, Jacoba Dresden - Dhont, Berthe Seroen en Rose Schönberg. Pianolessen kreeg ze van haar toekomstige man Daniël en Paul Florus Sanders. In 1928 kwam er een kink in de kabel, ze verloor haar stem tijdens hevige bronchitisaanvallen. Wat ze ook probeerde, een heling daarvan zat er niet in. Vanaf toen moest ze uiterst voorzichtig met haar stem omgaan, het zou leiden wat later genoemd werd de Methode Belinfante. Deze methode, gebaseerd op zang-declamatisch zingen, kon ook gebruikt worden bij zanglessen in de lagere klassen van de lagere school. Het hielp ook astmapatiënten bij een betere ademhaling. Omdat zij ook zelf teksten schreef, kon de methode bijna geheel op kinderlessen afgestemd worden. Ze kon dat implementeren in de opleiding die zij gaf aan de door haar man gestichte muziekschool, gevestigd in de Watergraafsmeer. Ze gaf deze lessen (zang-declamatie) ook in Laren (Noord-Holland). Gedurende de Tweede Wereldoorlog werd de muziekschool al vrij snel gesloten. Het echtpaar, toen wonende in Blaricum moest separaat onderduiken, waarbij pas later bleek dat haar man was opgepakt en omgebracht in strafkamp Fürstengrube. Toen de oorlog voorbij was, heeft zij de muziekschool nog enige tijd voortgezet.

## Werken
Van haar hand verschenen onder meer:
- Dieren-ABC (3 bundels)
- De wethouders van Waterweelde
- De zangers
- De dansers
- Helpt de wereld bouwen!
- De hemel… Nu! (een kerstlied uitgegeven in 1942 door Johann Alsbach en opgedragen aan Jo Vincent)
- Vier gedichten. Den Haag, L.J.C. Boucher, (najaar) 1945.
- Dat is wat ons Hollanders mint
- Daarom is het Oranje Boven!
- Kerstsproke
- Aan de stilte
- Ze komen!

Ze schreef ook Zo geneest u zelf uw astma en bronchitis (Uitgeverij Wereldvenster, 1957).